# Walter Evans-Wentz
Walter Yeeling Evans-Wentz (Trenton, Nueva Jersey, 2 de febrero de 1878-Encinitas, California, 17 de julio de 1965) fue un antropólogo, folclorista y escritor estadounidense pionero en el estudio del budismo tibetano y en su transmisión al mundo occidental. Fue mayormente conocido por publicar la primera traducción al inglés del Libro tibetano de los muertos en 1927. También publicó otros textos traducidos desde el tibetano: Tibet's Great Yogi Milarepa (1928), Tibetan Yoga and Secret Doctrines (1935), The Tibetan Book of the Great Liberation (1967).

## Biografía

### Primeros años
Nacido como Walter Yeeling Wentz en Trenton, Nueva Jersey en 1878. Su padre fue un negociante de bienes raíces de ascendencia alemana, mientras que su madre era irlandesa. Tuvo, también, dos hermanos y dos hermanas. Originalmente su padre era cristiano bautista pero se convirtió al espiritismo y a la teosofía. Cuando adolescente, leyó las obras de Madame Blavatsky Isis sin velo y La doctrina secreta en la biblioteca de su padre, con lo que se interesó en las enseñanzas teosóficas y en lo oculto. Con el cambio de siglo se mudó a San Diego, California para seguir la profesión de su padre, pero también para estar cercano a Lomaland, sede en Estados Unidos de la Sociedad Teosófica, a la que se unió en 1901.
Evans-Wentz  comenzó a estudiar en la Universidad de Stanford a la edad de 24. Ahí estudió religión, filosofía e historia, siendo fuertemente influenciado por las charlas dadas por William James y W. B. Yeats. Continuó sus estudios hasta recibir el grado de Maestro en Artes (M.A.).  Entonces se dedicó a estudiar mitología celta y folclore en el Jesus College de la Universidad de Oxford. Viajó a través de Gales, Escocia, Irlanda, Cornualles, Armorica y la Isla de Man recolectando historias sobre pixies, hadas y duendes, con lo que publicó su tesis sobre la Fe de las Hadas como un libro titulado «The Fairy-Faith in Celtic countries» en 1911. Durante su estancia en Oxford agregó el apellido galés de su madre "Evans" a su nombre, por lo que en adelante sería conocido como Evans-Wentz.

## Carrera
Durante su estancia en Oxford conoció a T.E. Lawrence, un oficial del ejército británico que le aconsejó viajar a Oriente.
A partir de ese momento, gracias a las ganancias que le otorgaban las rentas de sus propiedades en Florida, comenzó a viajar extensamente, visitando México, Europa y el Lejano Oriente. Durante la Segunda Guerra Mundial residió en Egipto. Luego tomó un bote desde Puerto Saíd rumbo a Colombo, Sri Lanka (que entonces era Ceilán). Ahí comenzó a estudiar la historia, costumbres y tradiciones religiosas de dicho país, llegando a colectar un gran número de importantes manuscritos del Pali, que luego donó a la Universidad de Stanford. Después, en 1918, viajó a través de la India, incluyendo importantes lugares religiosos para "buscar hombres sabios de oriente". Conoció a importantes figuras espirituales como Yogananda, J. Krishnamurti, Paul Brunton, Ramana Maharshi, Sri Krishna Prem y Shunyata. También visitó la sede central de la Sociedad Teosófica en Adyar, India, donde conoció a Annie Besant y se hizo amigo de Swami Satyananda y Swami Shyamananda.
Finalmente, llegó a Darjeeling en 1919. Ahí tuvo su primera experiencia con textos religiosos tibetanos cuando compró el manuscrito de la «Profunda Doctrina de la Auto-liberación de la mente» de Karmalingpa, al mayor Campbell, un oficial británico que acababa de regresar del Tíbet. Luego conoció a Lama Kazi Dawa-Samdup (1868–1922), un maestro de inglés y director en la escuela de varones del Maharaja en Gangtok, Sikkim. Samdup había sido parte de la corte de Thubten Gyatso, decimotercer dalái lama, y había permanecido con él durante su exilio en India en 1910. No obstante, lo que era más importante para Evans-Wentz es que Samdup había trabajado como traductor con la exploradora y escritora franco-belga Alexandra David-Néel, quien se había convertido al budismo, y con Sir John Woodroffe reputado orientalista británico.
A partir de ahí, y durante los siguientes dos meses, Evans-Wentz pasó todas las mañanas, antes de la hora de inicio de clases, trabajando con Samdup en el texto. Durante esta etapa, trabajaron en el borrador de lo que posteriormente sería el «Libro tibetano de los muertos». Pero poco después marchó para el áshram de Swami Satyananda donde practicaba yoga, mientras que Samdup fue nombrado profesor en la Universidad de Calcuta ese mismo año. Samdup murió en Calcuta tres años después, mucho antes de que el libro estuviera publicado.
Finalmente, el «Libro tibetano de los muertos» fue publicado en 1927 en Oxford University Press y se llegó a convertir en el principal texto al que a los occidentales se referían respecto a budismo tibetano. Evans-Wentz se reconoció a sí mismo solo como compilador y editor de los textos. A este libro le siguió «Tibet's Great Yogi Milarepa» (El gran yogi del Tíbet Milarepa) en 1928, también basado en las traducciones de Samdup.
Se convirtió en practicante del budismo haciéndose discípulo de Dawa-Samdup, usaba las vestimentas devocionales budistas y comía una dieta vegetariana. En 1935, conoció a Ramana Maharshi. Luego viajó a Darjeeling donde contrató a tres traductores Sikkimeses de ascendencia tibetana para traductir otro texto que fue publicado como «Tibetan Yoga and Secret Doctrines»  (Yoga y doctrinas secretas tibetanas) en 1935.
Aunque tenía la intención de radicarse permanentemente en la India, la Segunda Guerra Mundial lo obligó a regresar a Estados Unidos. Ahí publicaría «The Tibetan Book of the Great Liberation» (El libro tibetano de la Gran Liberación) en 1954 y más tarde «Cuchama and Sacred Mountains».
De esta manera sus trabajos sobre budismo tibetano se convirtieron en un legado perdurable para la tibetología hasta nuestros días, siendo más conocido por los textos traducidos del tibetano.

## Últimos años y muerte
Evans-Wentz permaneció, también, como practicante de la teosofía por el resto de su vida.  Pasó sus restantes 23 años viviendo en el hotel Keystone en San Diego, California apoyado financieramente por la Sociedad Maha Bodhi, la Self-Realization Fellowship y la Sociedad Teosófica.
Evans-Wentz pasó sus últimos meses en la Self-Realization Fellowship en Encinitas, California y murió en julio de 1965. El Libro Tibetano de los Muertos fue leído en su funeral.

## Legado
El Departamento de Estudios Religiosos de la Universidad de Standford ha organizado las Conferencias Evans-Wentz sobre filosofía, religión y ética asiáticas (The Evans-Wentz Lectureship in Asian Philosophy, Religion, and Ethics) desde 1969, fundadas gracias a un herencia del propio Evans-Wentz.

## Obra
- The Fairy-Faith in Celtic countries, London, New York, H. Frowde, 1911.[16]
- M. J. LeGoc (1921). The Doctrine of Rebirth and Dr. Evans-Wentz: A Public Lecture Delivered Under the Auspices of the Catholic Union of Ceylon. Messenger Press.
- The Tibetan book of the dead; or, The after-death experiences on the Bardo plane, according to Lāma Kazi Dawa-Samdup’s English rendering, with foreword by Sir John Woodroffe, London, Oxford University Press, H. Milford, 1927.
- Tibetan Yoga And Secret Doctrines; or, Seven books of wisdom of the great path, according to the late Lāma Kazi Dawa-Samdup’s English rendering; arranged and edited with introductions and annotations to serve as a commentary, London, Oxford University Press, H. Milford, 1935.
- Tibet's Great Yogi Milarepa: a biography from the Tibetan ; being the Jetsün-Kahbum or biographical history of Jetsün-Milarepa according to the late Lāma Kazi Dawa-Samdup’s English rendering (2d ed.), edited with introd. and annotations by W. Y. Evans-Wentz, London, New York : Oxford University Press, 1951.
- The Tibetan book of the Great liberation; or, The method of realizing nirvana through knowing the mind, preceded by an epitome of Padma-Sambhava’s biography and followed by Guru Phadampa Sangay’s teachings. According to English renderings by Sardar Bahädur S. W. Laden La and by the Lāmas Karma Sumdhon Paul, Lobzang Mingyur Dorje, and Kazi Dawa-Samdup. Introductions, annotations, and editing by W. Y. Evans-Wentz. With psychological commentary by C. G. Jung. London, New York, Oxford University Press, 1954.
- Cuchama and Sacred Mountains. Ohio University Press. 1989. ISBN 978-0-8040-0908-9.